# 汽车走合期
汽车走合期是指新車、大修后的汽车、发动机改装后的汽车剛上路行駛時做出的限速、減少裝載貨物等措施。這樣做的目的是讓汽车各個部分逐渐磨合，並延长汽车的使用期限。